# Приморско-горанске бригаде НОВЈ
Током Народноослободилачке борбе народа Југославије, од 1941. до 1945. године на подручју Горског котара и Хрватског приморја формирано је седам бригада Народноослободилачке војске Југуославије од којих је шест носило назив приморско-горанске.
Две приморско-горанске бригаде, Пета и Шеста, које су формиране после капитулације Италије 1943, убрзо су биле расформиране, а њиховим људством биле су попуњене остале бригаде и партизански одреди у Горском котару и Хрватском приморју, а делом и Шеста личка дивизија НОВЈ.

## Списак приморско-горанских бригада
| назив                                                      | датум формирања         | место формирања       | одликовања     |
| ---------------------------------------------------------- | ----------------------- | --------------------- | -------------- |
| Шеста приморско-горанска бригада                           | 12. октобар 1942.       | Дрежница, код Огулина | ОПЗ, ОЗН и ОБЈ |
| Четрнаеста приморско-горанска бригада                      | 26. новембар 1942.      | Дрежница, код Огулина | ОПЗ, ОЗН и ОБЈ |
| Трећа приморско-горанска бригада Тринаесте дивизије НОВЈ   | средина септембра 1943. | близина Сушака        | ОЗН и ОБЈ      |
| Четврта приморско-горанска бригада Тринаесте дивизије НОВЈ | средина септембра 1943. | Мркопаљ               | ОЗН и ОБЈ      |
| Трећа бригада Тринаесте дивизије НОВЈ                      | 25. јул 1944.           | Лучани, код Делница   | ОЗН            |